# Harold Ewen
Harold Irving Ewen, né le 5 mars 1922 à Chicopee (États-Unis) et mort le 8 octobre 2015, est un radioastronome américain connu pour sa détection de la raie à 21 centimètres de l'hydrogène interstellaire avec Edward Mills Purcell en 1951.

## Biographie
Harold Irving Ewen naît le 5 mars 1922 à Chicopee, dans l'État du Massachusetts aux États-Unis. Il étudie au Amherst College dont il sort en 1943. Il obtient ensuite un MA en 1948 puis un doctorat en 1951 à Harvard.